# Wrotków (wieś)
Wrotków – wieś w Polsce, położona w województwie wielkopolskim, w powiecie krotoszyńskim, w gminie Koźmin Wielkopolski.
Wieś szlachecka Wrotkowo, własność kasztelana międzyrzeckiego Andrzeja Górki, około 1580 roku leżała w powiecie pyzdrskim województwa kaliskiego.
W okresie Wielkiego Księstwa Poznańskiego (1815–1848) miejscowość należała do wsi większych w ówczesnym pruskim powiecie Krotoszyn w rejencji poznańskiej. Wrotków należał do okręgu koźmińskiego tego powiatu i stanowił część majątku Gościejewo, którego właścicielem była wówczas Józefina Ożegalska. Według spisu urzędowego z 1837 roku wieś liczyła 345 mieszkańców, którzy zamieszkiwali 34 dymy (domostwa).
W latach 1975–1998 miejscowość administracyjnie należała do województwa kaliskiego.
Zobacz też: Wrotkowo